# Винович, Чейз
Чейз Кэмден Винович (англ. Chase Camden Winovich; 19 апреля 1995, Джефферсон-Хиллс, Пенсильвания) — профессиональный американский футболист, выступал на позиции дифенсив энда в клубах НФЛ «Нью-Ингленд Пэтриотс», «Кливленд Браунс» и «Майами Долфинс». На студенческом уровне играл за команду Мичиганского университета. На драфте НФЛ 2019 года был выбран в третьем раунде.

## Биография
Чейз Винович родился 19 апреля 1995 года в городе Джефферсон-Хиллс в Пенсильвании. Учился в школе имени Томаса Джефферсона. В составе школьной футбольной команды играл на позициях лайнбекера и квотербека. В качестве распасовщика в своём последнем сезоне он сделал только 14 точных передач из 29 попыток, чаще действуя как бегущий за счёт своих физических данных. Пасом он набрал 210 ярдов с тремя тачдаунами, на выносе 981 ярд с 17 тачдаунами. После окончания школы сайты Scout.com, 247Sports и Rivals.com оценивали его как четырёхзвёздного игрока, эксперты ESPN поставили Виновичу три звезды. Интерес к нему проявляло более десяти футбольных программ университетов. Фаворитом в борьбе за игрока считался университет штата Огайо, но он сделал выбор в пользу Мичиганского университета.

### Любительская карьера
Студенческую карьеру Винович начал на месте внешнего лайнбекера. Сезон 2014 года он провёл в статусе освобождённого игрока, тренируясь с командой, но не участвуя в матчах. На следующий год на пост главного тренера «Мичиган Волверинс» пришёл Джим Харбо, который перевёл его на позицию тайт-энда, но в чемпионате выпустил на поле только в двух матчах. В сезоне 2016 года игровое время Виновича увеличилось, он начал играть ди-эндом.
В 2017 году он стал игроком стартового состава, в играх чемпионата сделал 73 захвата и 8,5 сэков, существенно увеличив свою эффективность. В выпускной год статистика Виновича стала хуже, так как соперники уделяли ему больше внимания при блокировании. Несмотря на это, он по итогам опроса тренеров и игроков был включён в символическую сборную конференции Big-10.

#### Статистика выступлений в NCAA
| Сезон | Команда           | Игры | Захваты | Захваты | Захваты | Захваты | Захваты | Перехваты | Перехваты | Перехваты | Перехваты | Перехваты | Фамблы | Фамблы | Фамблы | Фамблы |
| Сезон | Команда           | Игры | Solo    | Ast     | Tot     | Loss    | Sk      | Int       | Yds       | Y/R       | TD        | PD        | FR     | Yds    | TD     | FF     |
| ----- | ----------------- | ---- | ------- | ------- | ------- | ------- | ------- | --------- | --------- | --------- | --------- | --------- | ------ | ------ | ------ | ------ |
| 2015  | Мичиган Волверинс | 2    | 2       | 0       | 2       | 0,0     | 0       | 0         | 0         | 0         | 0         | 0         | 0      | 0      | 0      | 0      |
| 2016  | Мичиган Волверинс | 13   | 15      | 17      | 32      | 8,5     | 5,0     | 0         | 0         | 0,0       | 0         | 0         | 0      | 0      | 0      | 1      |
| 2017  | Мичиган Волверинс | 13   | 36      | 37      | 73      | 19,0    | 8,5     | 0         | 0         | 0,0       | 0         | 0         | 2      | 0      | 0      | 2      |
| 2018  | Мичиган Волверинс | 13   | 33      | 26      | 59      | 15,5    | 5,0     | 0         | 0         | 0,0       | 0         | 1         | 1      | 0      | 0      | 0      |
| Всего | Всего             | 41   | 86      | 80      | 166     | 43,0    | 18,5    | 0         | 0         | 0,0       | 0         | 1         | 3      | 0      | 0      | 3      |

### Профессиональная карьера
На драфте НФЛ 2019 года Винович был выбран клубом «Нью-Ингленд Пэтриотс» в третьем раунде под общим 77 номером. Оценивая выбор команды, издание Bleacher Report отмечало его эффективность и атлетизм, быстрый первый шаг, позволяющий занимать выгодную позицию против блокирующих соперника, возможность действовать на позициях ди-энда и внешнего лайнбекера. Недостатками называли ментальность пас-рашера, которая негативно сказывалась на игре против выноса, нехватку техники и не всегда правильное чтение комбинаций оппонентов.
Контракт с «Пэтриотс» он подписал в июне 2019 года. Сумма четырёхлетнего соглашения составила около 3,8 млн долларов. По ходу своего первого сезона в команде Винович был игроком ротации, принял участие во всех шестнадцати матчах команды в регулярном чемпионате, сыграв в 29 % всех защитных розыгрышей и сделав 5,5 сэков. В 2020 году он был самым эффективным пас-рашером команды, сделав в регулярном чемпионате 5,5 сэков и 12 раз атаковав квотербека. При этом тренерский штаб «Пэтриотс» был недоволен его действиями против выносного нападения соперника, из-за чего по ходу сезона его игровое время на три матча было сокращено. В сезоне 2021 года роль Виновича в команде изменилась. Он сыграл только в тринадцати матчах, значительную часть времени появляясь на поле как игрок специальных команд. После окончания сезона он был обменян в «Кливленд Браунс» на лайнбекера Мака Уилсона.
В сезоне 2022 года Винович сыграл за «Кливленд» всего в шести матчах, сделав 20 захватов и сэк. После завершения чемпионата он получил статус свободного агента и в марте 2023 года подписал однолетний контракт на 2 млн долларов с «Хьюстоном». В «Тексанс» ему закрепиться не удалось, перед началом сезона он был отчислен, после чего стал игроком тренировочного состава «Майами Долфинс». После перевода в основной состав Винович сыграл за команду в трёх матчах. В конце октября он был отчислен из «Долфинс», после чего сообщил о завершении спортивной карьеры.

#### Статистика выступлений в НФЛ

##### Регулярный чемпионат
| Сезон | Команда              | Игры | Захваты | Захваты | Захваты | Захваты | Захваты | Перехваты | Перехваты | Перехваты | Перехваты | Перехваты | Фамблы | Фамблы | Фамблы | Фамблы |
| Сезон | Команда              | Игры | Solo    | Ast     | Tot     | Loss    | Sk      | Int       | Yds       | Y/R       | TD        | PD        | FR     | Yds    | TD     | FF     |
| ----- | -------------------- | ---- | ------- | ------- | ------- | ------- | ------- | --------- | --------- | --------- | --------- | --------- | ------ | ------ | ------ | ------ |
| 2019  | Нью-Ингленд Пэтриотс | 16   | 17      | 9       | 26      | 4       | 5,5     | 0         | 0         | 0,0       | 0         | 0         | 0      | 0      | 0      | 0      |
| 2020  | Нью-Ингленд Пэтриотс | 16   | 33      | 15      | 48      | 6       | 5,5     | 1         | 0         | 0,0       | 0         | 2         | 0      | 0      | 0      | 1      |
| 2021  | Нью-Ингленд Пэтриотс | 13   | 6       | 5       | 11      | 0       | 0,0     | 0         | 0         | 0,0       | 0         | 0         | 0      | 0      | 0      | 0      |
| 2022  | Кливленд Браунс      | 8    | 14      | 6       | 20      | 1       | 1,0     | 0         | 0         | 0,0       | 0         | 1         | 0      | 0      | 0      | 0      |
| 2023  | Майами Долфинс       | 3    | 1       | 1       | 2       | 0       | 0,0     | 0         | 0         | 0,0       | 0         | 0         | 0      | 0      | 0      | 0      |
| Всего | Всего                | 56   | 71      | 36      | 107     | 11      | 12,0    | 1         | 0         | 0,0       | 0         | 3         | 0      | 0      | 0      | 1      |

##### Плей-офф
| Сезон | Команда              | Игры | Захваты | Захваты | Захваты | Захваты | Захваты | Перехваты | Перехваты | Перехваты | Перехваты | Перехваты | Фамблы | Фамблы | Фамблы | Фамблы |
| Сезон | Команда              | Игры | Solo    | Ast     | Tot     | Loss    | Sk      | Int       | Yds       | Y/R       | TD        | PD        | FR     | Yds    | TD     | FF     |
| ----- | -------------------- | ---- | ------- | ------- | ------- | ------- | ------- | --------- | --------- | --------- | --------- | --------- | ------ | ------ | ------ | ------ |
| 2019  | Нью-Ингленд Пэтриотс | 1    | 0       | 0       | 0       | 0,0     | 0,0     | 0         | 0         | 0,0       | 0         | 0         | 0      | 0      | 0      | 0      |
| Всего | Всего                | 1    | 0       | 0       | 0       | 0       | 0       | 0         | 0         | 0,0       | 0         | 0         | 0      | 0      | 0      | 0      |